# 清美堂真珠
株式会社清美堂真珠（せいびどうしんじゅ　英:SEIBIDO PEARL Co., Ltd.）は、東京都港区元麻布に本社を置く真珠・宝石製品の製造、卸、販売を行う企業。

## 概要
1936年(昭和11年)に磯和圀宏が伊勢市・熊本市で創業し、真珠養殖業を開始。1996年(平成8年)に3代目である磯和晃至が東京営業所を設立。
「真珠本来の美しさを世の中に広める」ことを理念とし、染色処理や調色処理を一切行わないタヒチ産黒蝶真珠とオーストラリア・フィリピンなどで産出される白蝶真珠（南洋真珠とも言う）を用いたジュエリーを製作し、販売している。

## 沿革
- 1936年（昭和11年）- 伊勢・熊本で創業　真珠養殖開始
- 1952年（昭和27年）- 神戸市で清美堂真珠店設立
- 1989年（平成元年）- 社名を「清美堂真珠」に変更
- 1996年（平成8年）- 清美堂真珠東京営業所を設立
- 1999年（平成11年）- 清美堂真珠東京営業所を法人化
- 2005年（平成17年）- 清美堂ビル竣工　清美堂真珠本社移転
- 2020年（令和2年）- SP元麻布ビル竣工　清美堂真珠本社移転

## 受賞歴
- 2003年（平成15年）Tahitian Pearl Trophy JAPAN[2]　ブレスレット部門ゴールド賞
- 2005年（平成17年）Tahitian Pearl Trophy JAPAN[2]　イヤリング部門3位
- 2007年（平成19年）Tahitian Pearl Trophy JAPAN[2]　ペンダント部門3位
- 2012年（平成24年）タヒチ政府より、タヒチ産黒蝶真珠の品質を担保するブランドとして同社独自ブランドSuper Peacock®が認定される[1]。
- 2012年（平成24年）タヒチ政府より、タヒチ産黒蝶真珠の品質を担保するブランドとして同社独自ブランドTahitian Multi®が認定される[1]。

## 加盟団体
- タヒチパールプロモーション（理事）
- 日本真珠輸出組合（理事）
- 日本真珠輸出加工協同組合
- 日本ジュエリー協会